# Euclimacia flavocincta
Euclimacia flavocincta är en insektsart som beskrevs av Hermann Stitz 1913. Euclimacia flavocincta ingår i släktet Euclimacia och familjen fångsländor. Inga underarter finns listade i Catalogue of Life.